# Martin Engelberg

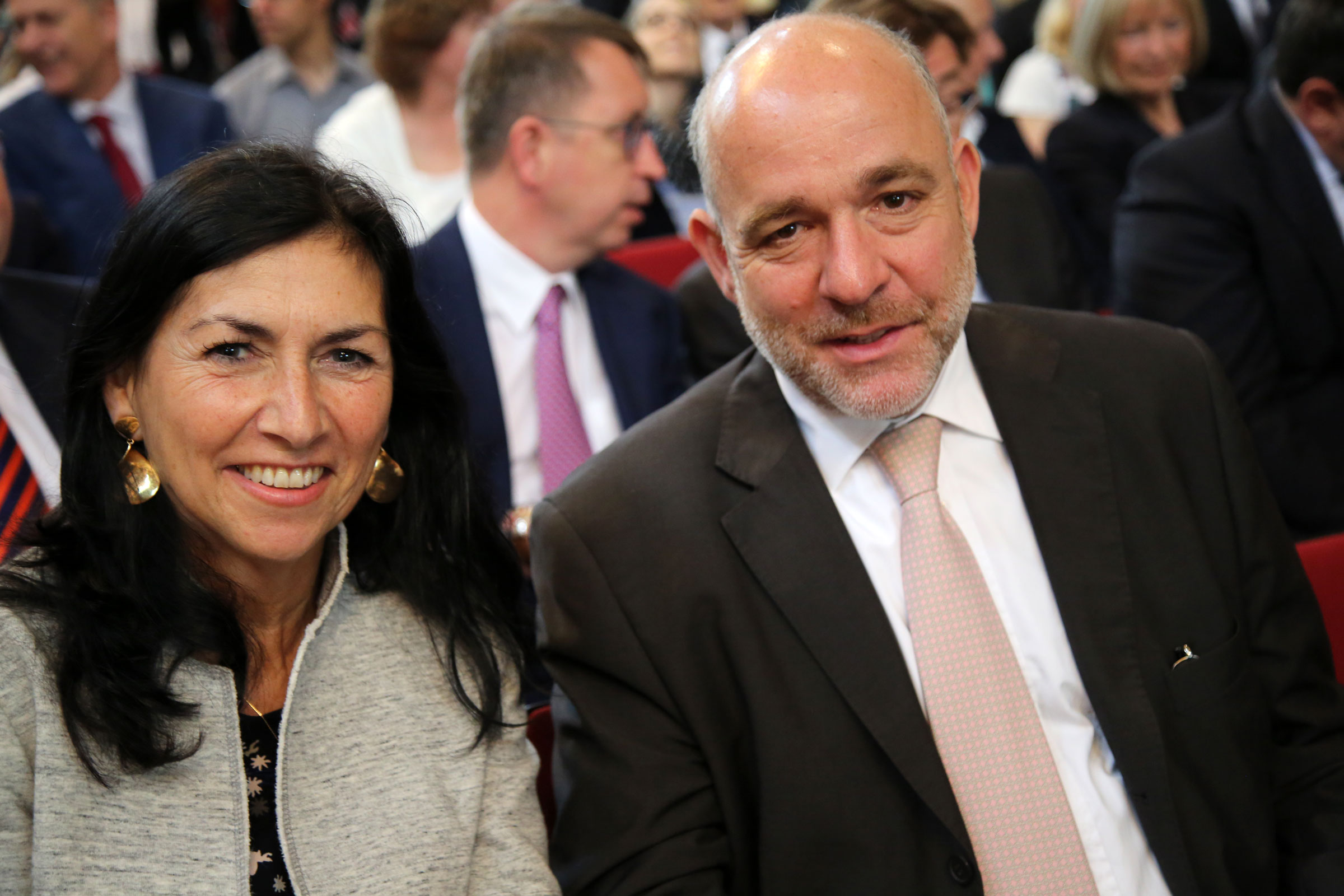
Martin Engelberg mit Danielle Spera (2015)

Martin Engelberg (* 13. März 1960 in Wien) ist ein österreichischer Psychoanalytiker, Unternehmensberater und Politiker der Österreichischen Volkspartei (ÖVP). Vom 9. November 2017 bis zum 23. Oktober 2024 war er Abgeordneter zum Nationalrat.

## Leben

### Ausbildung und Beruf
Martin Engelberg besuchte die Handelsakademie II Wien, wo er 1980 maturierte. Anschließend studierte er an der Wirtschaftsuniversität Wien Sozial- und Wirtschaftswissenschaften, das Studium schloss er 1988 mit einer Diplomarbeit mit dem Titel Zur Frage des Dopings im Sport: unter besonderer Berücksichtigung der gesellschaftlichen Problematik und der derzeitigen Marktlage als Magister ab. Außerdem absolvierte er eine Ausbildung zum Psychoanalytiker. 
Er  war langjähriges Vorstandsmitglied der Wiener Psychoanalytischen Vereinigung, Lehrbeauftragter der Wiener Psychoanalytischen Akademie und an der Wirtschaftsuniversität Wien. Für die Tageszeitung Die Presse schreibt er Beiträge für die Kolumne Quergeschrieben. In seiner Funktion als Obmann des Vereins Arbeitsgemeinschaft jüdisches Forum (bis Jänner 2018) war er Herausgeber der Zeitschrift Nu. Engelberg ist mit der ehemaligen Leiterin des Jüdischen Museums Wien und ehemaligen ORF-Moderatorin Danielle Spera verheiratet.
2012 erreichte er mit seiner Liste Chaj – Jüdisches Leben drei Mandate im Vorstand der Israelitischen Kultusgemeinde (IKG). 2017 verzichtete er wegen seines Antretens für die ÖVP bei der Nationalratswahl auf eine Kandidatur in der Israelitischen Kultusgemeinde. Seit Dezember 2017 ist er Präsident der Sigmund-Freud-Gesellschaft.

### Politik
Bei der Nationalratswahl 2017 kandidierte er auf dem elften Platz der Bundesliste und dem fünften Platz der Wiener Landesliste der ÖVP. Am 9. November 2017 wurde er als Abgeordneter zum österreichischen Nationalrat angelobt. Im Zuge der Regierungsbildung der Bundesregierung Kurz I nach der Nationalratswahl 2017 verhandelte er auf ÖVP-Seite den Fachbereich Kunst und Kultur. Im ÖVP-Parlamentsklub fungiert er als Bereichssprecher für Internationale Entwicklung.
Bei der Nationalratswahl 2019 kandidierte er für die ÖVP auf dem siebenten Listenplatz im Landeswahlkreis Wien sowie auf Platz 13 der ÖVP-Bundesliste. Im Rahmen der Koalitionsverhandlungen zur Regierungsbildung 2019 verhandelt er in der Hauptgruppe Staat, Gesellschaft und Transparenz.
Im Dezember 2019 wurde er vom Hauptausschuss des Nationalrates zum Mitglied des Kuratoriums des Nationalfonds für Opfer des Nationalsozialismus sowie des Allgemeinen Entschädigungsfonds für Opfer des Nationalsozialismus gewählt.
Nach dem Ausscheiden von Karl Mahrer im Dezember 2021 ging dessen Mandat im Landeswahlkreis 9 – Wien an Engelberg, dessen Mandat auf der Bundesliste übernahm Bettina Rausch.
Im Zuge der internationalen Reaktionen auf den Terrorangriff der Hamas auf Israel 2023 übte Engelberg Kritik an der UNO und ihren Mitgliedsstaaten, nachdem bei der Abstimmung über die Nahost-Resolution im Oktober 2023 eine große Mehrheit für diese gestimmt hatte. Es gäbe eine Voreingenommenheit gegenüber Israel in der UNO „die tragisch ist, vor allem wenn man bedenkt, dass die UNO im Schatten des Holocaust gegründet worden ist“, so Engelberg in der ORF-Sendung Hohes Haus. Für Empörung sorgte sein umstrittener Vergleich der Hamas mit den Nationalsozialisten. Er bleibe dabei, dass die Hamas-Angreifer „in einem bestimmten Aspekt“ schlimmer als die Nationalsozialisten seien, da es bei dem barbarischen Angriff „noch die Lust gab, die brutalen Verbrechen in die ganze Welt hinaus zu transportieren“.
Nach der Nationalratswahl 2024 schied er mit 23. Oktober 2024 aus dem Nationalrat aus.

## Publikationen (Auswahl)
- 2024: Absolut Jüdisch, Buchschmiede, Großebersdorf 2024, ISBN 978-3-99165-445-2.[18]